# Hyaloseris cinerea
Hyaloseris cinerea là một loài thực vật có hoa trong họ Cúc. Loài này được (Griseb.) Griseb. mô tả khoa học đầu tiên năm 1879.